# Baptyści w Australii

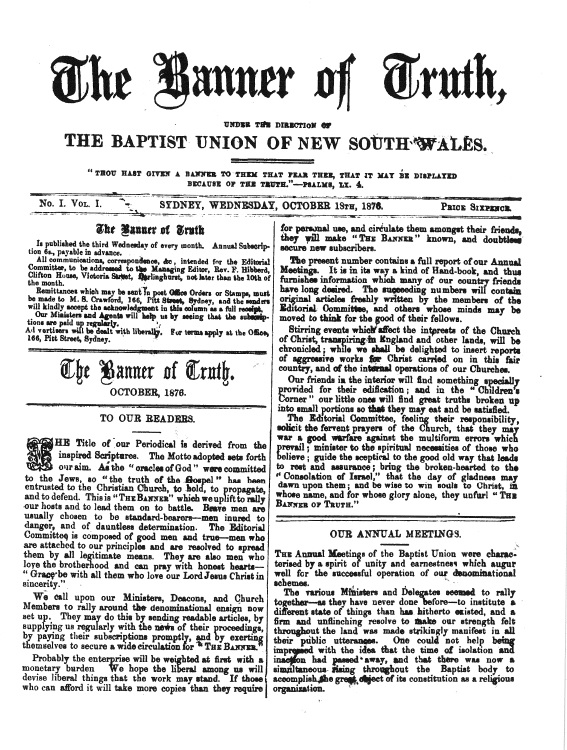
Pierwszy numer baptystycznego pisma „The Banner of Truth” wydawanego przez Unię Baptystyczną Nowej Południowej Walii (1876)

Baptyści w Australii – wyznawcy baptyzmu w Australii. Baptyści pojawili się w Australii w końcu XVIII wieku, stanowią 1,64% australijskiej populacji.

## Historia

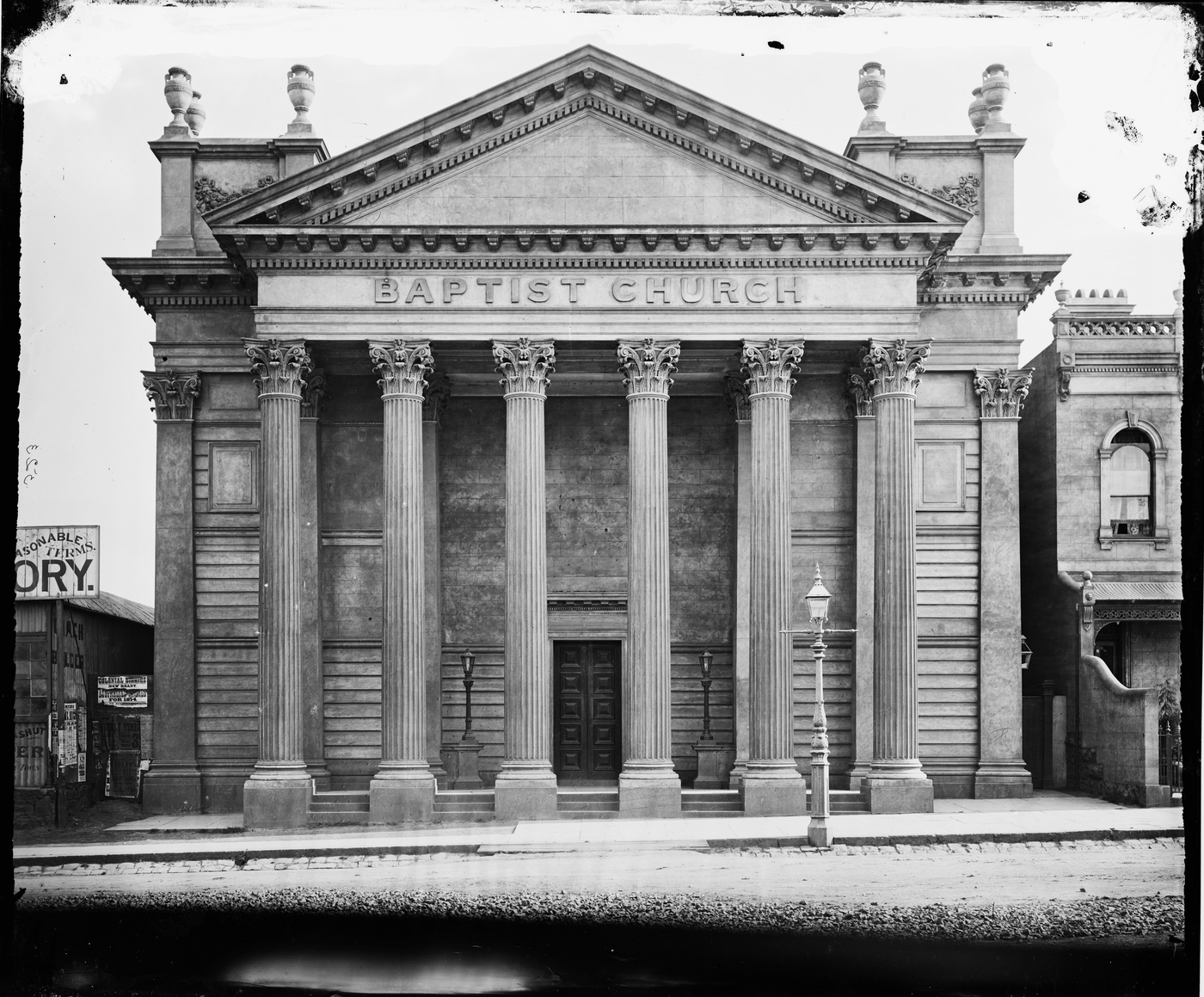
Kościół baptystyczny przy Albert Street w Melbourne (XIX wiek)

26 stycznia 1788 roku przybyli do Australii osadnicy, którzy założyli Sydney; wśród nich byli baptyści. Po roku 1830 zaczęły powstawać pierwsze baptystyczne zbory w Australii. Pierwsze baptystyczne nabożeństwo odbyło się w Sydney 24 kwietnia 1831 roku. Pierwsze nabożeństwa w Melbourne zaczęły się odbywać w 1837 roku.
Po roku 1840 baptystyczna misja rozpoczęła pracę w Południowej Australii wśród Aborygenów australijskich. W 1848 roku w Adelajdzie został zorganizowany zbór składający się z Aborygenów.
Według oficjalnego raportu Unii Baptystycznej Wielkiej Brytanii i Irlandii z kwietnia 1844 roku w Australii było 9 zborów: 3 w Sydney, 1 w Port Jackson, 1 w Port Phillip, 2 w Van Diemen's Land (później Tasmania) i 2 w Południowej Australii. Raport nie informował o liczbie wiernych, prawdopodobnie była niewielka. Według oficjalnego raportu z roku 1865 w Australii było już 26 zborów (i 2 w Nowej Zelandii), niemal każdy z nich miał pastora. 2 zbory w Melbourne liczyły łącznie 727 członków, a z pozostałych tylko jeden przekraczał 100 członków. W następnych latach brytyjscy baptyści dołożyli wysiłków na rzecz krzewienia baptyzmu w Australii. Wysyłano dobrze przygotowanych pracowników.
W 1874 roku było już 22 zborów w Nowej Południowej Walii, 11 w Queensland, 41 w Południowej Australii, 51 w prowincji Wiktorii, 14 w Nowej Zelandii, 3 w Tasmanii. Wiktoria liczyła wtedy 731 538 mieszkańców, z czego 1700 było baptystami. Początkowo zbory baptystyczne były zrzeszane w ramach stanowych unii. W roku 1880 istniały: Victorian Association (31 zborów), South Australian Association (38 zborów), Unia Baptystyczna Nowej Południowej Walii (14 zborów), Queensland Association (21 zborów, w tej liczbie 6 niemieckich zborów). W Tasmanii były 3 zbory. Łącznie liczba zborów wynosiła 127 z 7700 wiernych. Największy zbór znajdował się w Adelajdzie, liczył 474 członków, w Melbourne dwa zbory przekraczały 400 członków (każdy z nich).
W Zachodniej Australii baptystyczny zbór został założony dopiero w 1895 roku. Pastorem był James H. Cole.
W sierpniu 1926 roku utworzona została Unia Baptystyczna Australii i jest to główna baptystyczna denominacja w Australii. Poza Unią istnieją niewielkie społeczności baptystów dnia siódmego, kalwinistycznych baptystów, niezależnych baptystów oraz lokalnych zborów. Kalwinistyczni baptyści nawiązują do tradycji wczesnych baptystów, niezależni baptyści pojawili się w latach 60. XX wieku pod wpływem amerykańskich misjonarzy, jest ich około 7 tysięcy. Po roku 1860 powstały Niemieckie Baptystyczne Kościoły w Queensland. Istnieje także niewielkie ugrupowanie generalnych baptystów.
W latach 1913–1991 wydawano w Sydney gazetę The Australian Baptist. W latach 1988–2002 wydawano kwartalnik National Baptist. Oba te pisma były wydawane przez Unię Baptystyczną Australii. The Australian Baptist został zastąpiony przez miesięczniki wydawane przez każdy ze stanów z osobna.

## Statystyki
W 1901 roku liczba baptystów sięgnęła 90 tysięcy, co dawało 2,37% australijskiej populacji i był to najwyższy odsetek baptystów w historii Australii. Według powszechnego spisu ludności z 1996 roku 295 178 osób określiło siebie mianem baptysty, tj. ok. 1,65% populacji. Spis ludności z roku 2011 wykazał 352 499 osób deklarujących się jako baptyści i było to 1,64% populacji. Pod względem liczby wiernych baptyści są szóstym chrześcijańskim wyznaniem w Australii (po katolikach, anglikanach, zjednoczonych, prezbiterianach i prawosławnych).